# Siana
Siana è una suddivisione dell'India, classificata come municipal board, di 39.033 abitanti, situata nel distretto di Bulandshahr, nello stato federato dell'Uttar Pradesh.